# 張材
張材（1494年—？），字子成，號思溪，浙江湖州府歸安縣人，民籍，明朝政治人物。

## 生平
正德十四年（1519年）己卯科浙江鄉試第十三名舉人。嘉靖八年（1529年）中式己丑科會試第二百十三名，登第二甲第八十一名進士。授主事，告请任职南京，官至工部郎中。

## 家族
曾祖張簡；祖父張鐸；父張洪濟，母嚴氏。慈侍下。